# IC 2824
IC 2824 је појединачна звијезда у сазвјежђу Лав која се налази на листи објеката дубоког неба у Индекс каталогу.
Деклинација објекта је + 14° 5' 6" а ректасцензија 11h 27m 4,8s.